# Lintneria geminus
Lintneria geminus es una polilla de la familia Sphingidae. Se la encuentra de México a Honduras y Nicaragua y ocasionalmente en Texas, puede llegar hasta Canadá.
Su envergadura es de 92 a105 mm. La parte superior de sus alas delanteras es gris con ondulado negro y bandas grises tenues y dos zonas grises pequeñas, mientras que el lado dorsal de sus alas traseras es negro con dos bandas onduladas de color blanco.
Hay una generación por año, que vuela de julio a agosto. Se alimentan libando el néctar del interior de varias flores, incluyendo Lonicera japonica, Saponaria officinalis, Petunia spp. y Catalpa speciosa.

## Sinonimia
- Sphinx geminus
- Hyloicus geminus (Rothschild & Jordan, 1903).